# 紀元前414年
紀元前414年（きげんぜん414ねん）は、ローマ暦の年である。
当時は、「コッスス、アンブストゥス、ポティトゥス、アルビヌスが護民官に就任した年」として知られていた（もしくは、それほど使われてはいないが、ローマ建国紀元340年）。紀年法として西暦（キリスト紀元）がヨーロッパで広く普及した中世時代初期以降、この年は紀元前414年と表記されるのが一般的となった。

## 他の紀年法
- 干支 : 丁卯
- 日本
  - 皇紀247年
  - 孝昭天皇62年
- 中国
  - 周 - 威烈王12年
  - 秦 - 簡公元年
  - 晋 - 烈公2年
  - 楚 - 簡王18年
  - 斉 - 宣公42年
  - 燕 - 簡公元年
  - 趙 - 献侯10年
  - 魏 - 文侯32年
  - 韓 - 武子11年
- 朝鮮
  - 檀紀1920年
- ベトナム :
- 仏滅紀元 : 131年
- ユダヤ暦 : 3347年 - 3348年

## できごと

### ギリシア
- 将軍ニキアス (Nicias) の求めに応じ、アテナイはデモステネス率いる73隻の艦隊を、ニキアス率いるシケリア遠征軍の支援のためにシケリア（シチリア）へ増派した。
- アテナイの陸上部隊はシュラクサイ（シラクサ）奪取を目指して展開し、増強されたアテナイの艦隊は海上封鎖をしてシュラクサイへの海からの連絡を封じた。攻撃は最初はうまくいったが、やがてアテナイ勢の統率は乱れて大混乱の夜戦となり、遂にはギュリッポス (Γύλιππος、Gylippus) が率いたスパルタ軍に壊滅的な敗北を喫した。この戦闘でアテナイ軍の司令官ラマコスが討ち死にし、シュラクサイ攻城戦の責任は、健康を害していたニキアスひとりの肩にかかることとなった。

### 演劇
- アリストパネスの喜劇『鳥 (The Birds)』が上演された。

## 死去
- ラマコス - アテナイの将軍